# 燃气发生器循环

燃气发生器循环示意图

燃气发生器循环，（Gas-generator cycle），是双组元推进剂发动机的动力循环的一种。一小部分推进剂在燃气发生器中燃烧，产生燃气推动发动机的涡轮泵。
燃气发生器循环大致相当于分级燃烧循环的简化版本，其优点是：燃气循环的涡轮不必应付向燃烧室排放废气时的反压力，因而涡轮机能的工作效率更高，提供给燃料的压力也更大，由此增加发动机的比冲。还有一个优点是燃气循环的涡轮机寿命更长更可靠。一些可重複使用發射系統使用这种动力循环有很大优势。
这种循环的主要劣势就在于效率的损失。由于燃料驱动涡轮产生的废气直接排出，未进入燃烧室做功，因此在净效率上，它反而不如同等级的分级燃烧循环。

## 发动机例子
- F-1火箭发动机
- M-1火箭发动机
- J-2火箭发动机
- LE-5火箭发动机
- YF-73火箭发动机
- YF-75火箭发动机
- RS-68火箭发动机
- 火神发动机
- 默林火箭发动机